# 전생서
전생서(典牲署)는 고려와 조선시대에 동물의 사육을 담당하던 관청이다. 고종 31년(1894)에 해체되었다.